# Museo Nacional de Antropologia (Angola)
El Museo Nacional de Antropología es un museo antropológico en el barrio de Coqueiros de la ciudad de Luanda, Angola.
Fue fundado el 13 de noviembre de 1976, fue la primera institución museológica creada después de la guerra de la Independencia de Angola acontecida un año antes.
Esta institución científica, cultural y educativa se dedica a la recogida, la investigación, la conservación, la valorización y la difusión del patrimonio cultural angoleño. El Museo Nacional de Antropología consta de 14 salas distribuidas en dos plantas que acogen 6.000 piezas tradicionales, como por ejemplo utensilios agrícolas, caza y pesca, fundición de hierro, instrumentos musicales, joyas, trozos de corteza y fotografías de los khoisan., Los que disfrutan de música tienen la oportunidad de conocer los diferentes instrumentos tradicionales de Angola y escuchar una demostración del uso de marimba. La gran atracción del museo es la habitación de las máscaras que presenta los símbolos de los rituales de los pueblos bantu.
Además de su núcleo permanente, el museo acoge también varias exposiciones temporales.